# Абу'л Аббас Ахмад аль-Мустансир
Абу'л Аббас Ахмад ібн Ібрагім аль-Мустансир (араб. حمد بن أبي سالم بن أبي الحسن; нар. 1355 — 1393) — 16-й маринідський султан Марокко в 1374—1384 і 1387—1393 роках.

## Життєпис
Походив з династії Маринідів. Син султана Абу Салім Ібрагіма. Народився 1355 року в Фесі. У 1366 році після поразки його брата Абу аль-Фадла засланий до Гранади.
1374 року Мухаммад V аль-Гані, емір Гранади, що вступив у конфлікт з візиром Абу бакром аль-Газі, фактичним правителем держави за малолітнього султана Мухаммада III. Надав військо Абу'л Аббас Ахмаду та його стриєчному брату Абд ар-Рахману ібн Яфлусіну для захоплення влади в Марокко. Вони зуміли висадитися в Магрибі, де на їхній бік перейшов Мухаммад ібн Усман ібн аль-Каса, валі Сеути. За цим завдали поразки султанським військам. Потім візир перейшов на бік Ахмада, поваливши Мухаммада III, якого незабаром було вбито. Абу'л Аббас Ахмад став султаном Марокко, а Абд ар-Рахман — намісником в Марракеші, втім фактично незалежним правителем півдня держави.
Першими кроками була страта Ібн аль-Хатіба, яку вимагав гранадський емір та передача Сеути Мухаммаду V аль-Гані.
1381 року Абд ар-Рахман захопив важливий регіон Дуккалу на заході біля Атлантичного океану. Також намагався встановити зверхність над землями берберів-санхаджа. У відповідь султан відправив проти Абд ар-Рахмана військо, що задало тому поразки й захопило Марракеш. Повсталого було страчено, а єдність держави відновлено. Втім цією війною скористався Абу Хамму II, султан Тлемсену, що сплюндрував долину Мулуя та взяв в облогу Таз, де захопив палац султана Марокко. У відповідь військо Абу'л-Аббаса Ахмада 1383 року захопила й сплюндрувала Тлемсен. Втім Ахмад у 1384 році мусив повернутися до Фесу, оскільки в цей час за підтримки гранадського еміра Мухаммада V владу в державі захопив стриєчний брат Муса. Спроба відвоювати Фес виявилася невдалою. Ахмада було схоплено та заґратовано, а його візира Мухаммада ібн Усмана страчено.
У 1387 році після заколоту візира Ібн Масай проти чергового султана — Мухаммада IV аль-Ватіка — Ахмад відновився на троні. Невдовзі султан наказав стратити Ібн Масая та всіх його родичів, а майно конфіскувати. 1387 року маринідські війська відвоювали Сеуту в Гранадського емірату. 
Також активно втрутився в боротьбу за владу в державі Заянідів. 1389 року допоміг Абу Ташуфіну II посісти трон. Натомість той визнав зверхність Маринідів та зобов'язався сплачувати данину.
1391 року після смерті гранадського еміра Мухаммада V став активно втручатися у справи Гранадського еміра. 1392 року підтримав змову Мухаммада проти свого батька — еміра Юсуфа II, внаслідок чого того було вбито.
Помер султан Абу'л Аббас Ахмад 1393 року в Тазі. Поховано в Фесі. Йому спадкував син Абдул-Азіз II.

## Творчість
Султан був покровителем письменників, поетів та науковців. Сам був чудовим поетом, майстром невеличких віршів та застосуванням метафор.